# Film4
Film4 is een digitale televisiezender in het Verenigd Koninkrijk. De zender is eigendom van Channel 4. De eerste uitzending van Film4 was op 1 november 1998. De zender heette eerst FilmFour en was een betaalzender. Sinds 19 juni 2006 is de zender hernoemd tot Film4 en is de zender gratis.
FilmFour had ook nog enige tijd zusterkanalen:  FilmFour World en FilmFour Extreme. Deze zenders werden in 2003 omgevormd tot FilmFour Weekly. Deze zender staakte haar uitzendingen in 2006, nadat FilmFour haar abonneeservice stopte.
Televisie: Channel 4 · E4 · More4 · Film4
Overige: 4radio · T4 · Film4 Productions
Publieke kanalen: BBC One · BBC Two · BBC Three · BBC Four · BBC News · BBC Parliament · CBBC Channel · CBeebies · BBC HD · S4C (Wales) 
Commerciële kanalen: ITV · ITV2 · ITV3 · ITV4 · Channel 4 · Channel 5